# 사마균
사마균(司馬鈞, 생몰년 미상), 자는 숙평(叔平), 하내 온현 효경리 사람으로 사마앙의 운손, 사마량의 부친, 사마염의 열조부이며 생전 좌풍익(左馮翊)과 정서장군(征西將軍)을 역임하였다. 아버지는 사마씨(司馬氏)이다.

## 생애
115년, 선령강(先零羌)을 정벌하기 위해 우부풍(右扶風)에 임명된 중광(仲光)과 연합하여 출격했으나 중광과 갈등이 생겼고, 중광이 매복에 당했음에도 지원하지 않아 작전을 실패하게 만들었다. 이후 사마균은 죄가 확정되어 옥에서 자살하였다.
266년, 6대손 사마염이 서진을 건국, 칠묘에 위패가 안치되었다. 이후 사마염이 죽자 그의 위패는 제거되었다.

## 가족
- 원조부: 사마앙
- 부친: 사마씨(司馬氏, 불명)
- 모친: 불명
- 아들: 예장부군 사마량
- 손자: 영천부군 사마준
- 증손: 경조부군 사마방
- 현손: 고조 선제 사마의
- 내손: 태조 문제 사마소
- 곤손: 세조 문제 사마염

## 참고
- 司馬鈞